# Seefahrt-Universität Gdynia

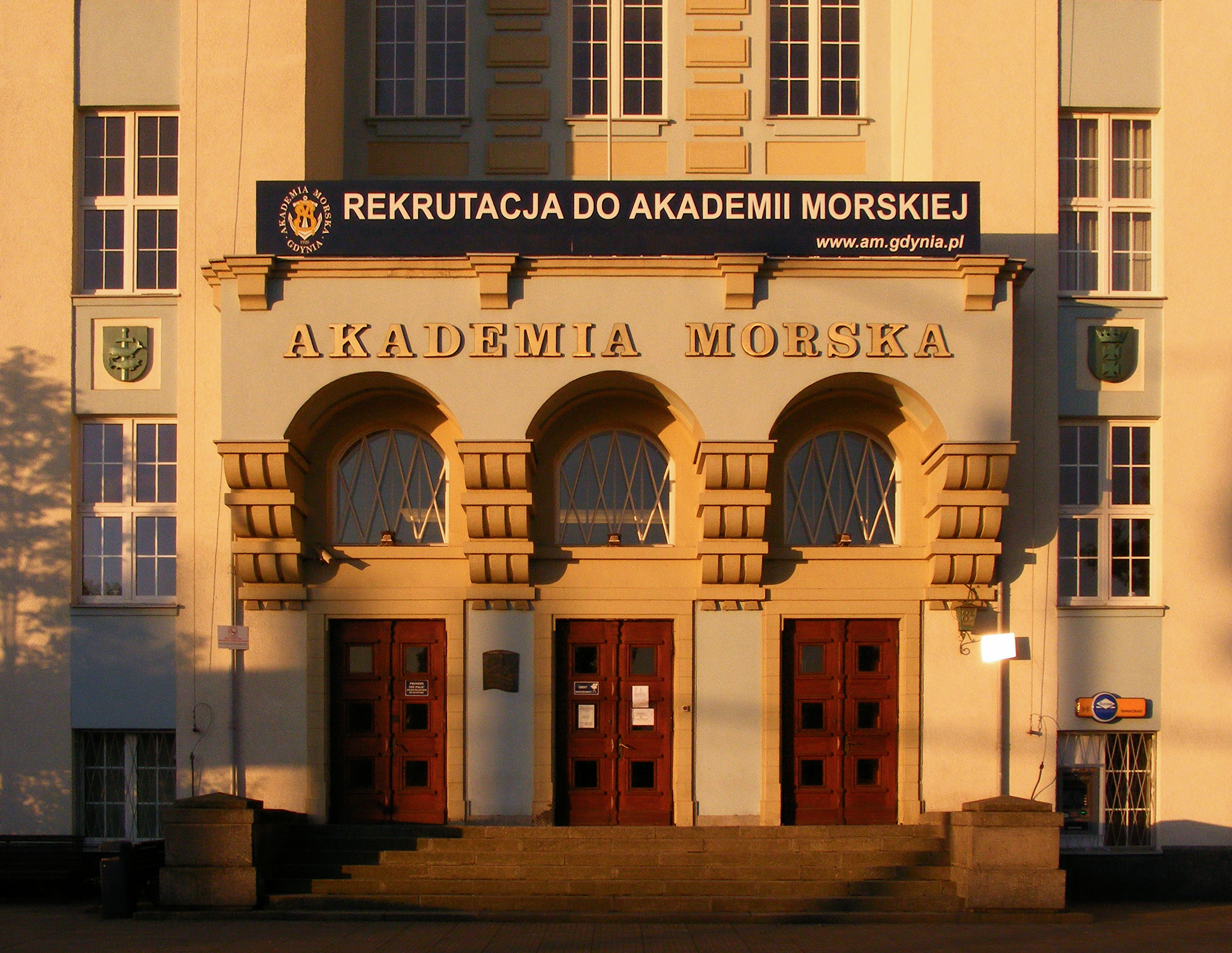
Die Seefahrt-Universität Uniwersytet Morski w Gdyni in der ulica Strzelecki

 Die Seefahrt-Universität Gdynia (polnisch: Uniwersytet Morski w Gdyni) ist eine nautische Universität in Gdynia (Gdingen) in Polen.
Derzeitiger Rektor der Universität ist Adam Weintrit (2021).

## Geschichte

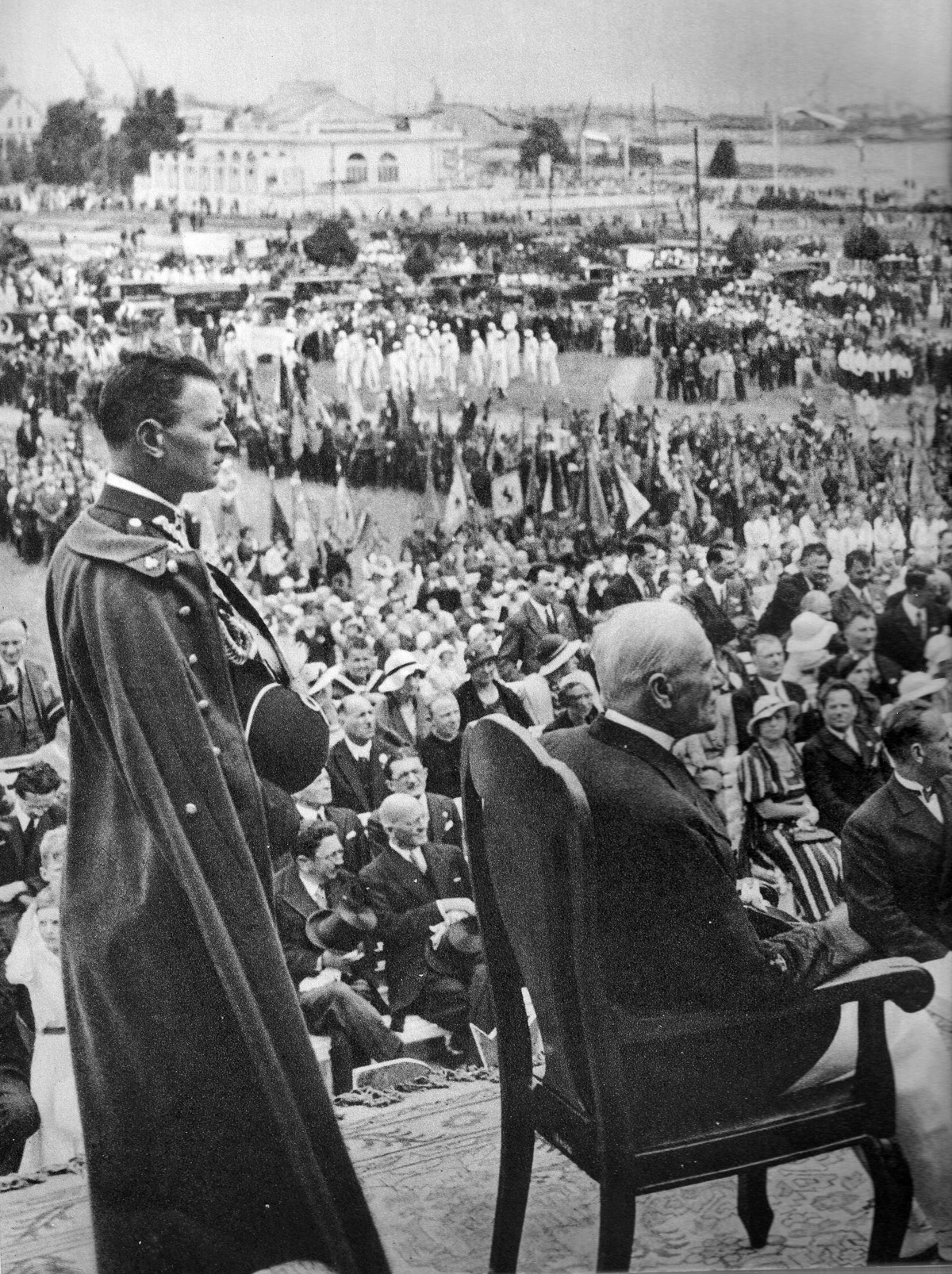
Präsident Ignacy Mościcki beim Einzug der Schule für Seefahrt in ihr neues Gebäude.

1920 wurde die heutige Seefahrt-Universität als Staatliche Seefahrtsschule (Polnisch: Panstwowa Szkola Morska) in Dirschau (Tczew) gegründet. Am 21. Juli 1928 wurde sie nach Gdingen verlegt. Mit der Indienststellung des schuleigenen Schulschiffes Dar Pomorza 1930 bezog die Seefahrtsschule einen eigenen Bau. Der Universität steht die Horyzont II als Schul- und Forschungsschiff zur Verfügung.